# Mabel Taylor
Mabel Caroline Taylor (Cincinnati, 7 dicembre 1879 – 1º luglio 1967) è stata un'arciera statunitense.
Partecipò alle gare di tiro con l'arco ai Giochi olimpici di Saint Louis 1904, in cui vinse una medaglia d'argento nella gara a squadre. Nella stessa Olimpiade disputò anche le gare individuali di doppio nazionale e doppio Columbia dove giunse in entrambe quinta.
Anche sua sorella, Leonie Taylor, fu arciera olimpica.

## Palmarès
In carriera ha conseguito i seguenti risultati:
- Giochi olimpici

St. Louis 1904: una medaglia d'argento nella gara a squadre.